# A Light In The Black
A Light In The Black es el nombre del primer álbum de estudio del grupo de power metal Fate Gear. Fue lanzado al mercado el 12 de agosto de 2015 a través de Marianne Records.

## Lista de canciones
| N.º | Título               | Duración |  |
| 1.  | «Machinery Angel»    | 01:29    |  |
| 2.  | «Fate Gear»          | 04:06    |  |
| 3.  | «Megabullets»        | 03:59    |  |
| 4.  | «Reimei»             | 04:39    |  |
| 5.  | «Romancer»           | 04:16    |  |
| 6.  | «Deathless Memories» | 04:02    |  |
| 7.  | «Nocturnal Moon»     | 04:42    |  |
| 8.  | «Winds Of Fall»      | 04:20    |  |
| 9.  | «Amayuki No Inori»   | 04:57    |  |

## Alineación
- Nico Shizuka: voz.
- Minako Nakamura: guitarra.